# Jezioro Dołgie (powiat goleniowski)
Jezioro Dołgie – jezioro na Równinie Goleniowskiej, położone w gminie Stepnica, w powiecie goleniowskim, w woj. zachodniopomorskim.
Bezodpływowa misa jeziora w przeważającej części jest zarośnięta. Granica linii brzegowej jest trudna do określenia, brzegi są niedostępne (bagienne i zarośnięte). 
Powierzchnia zbiornika wynosi 1,4 ha. Pozostała część to tereny bagienne, stanowiące m.in. miejsce żerowania bielika, bociana czarnego.
Według typologii rybackiej jest jeziorem karasiowym. 
W odległości ok. 0,6 km na północny wschód leży mała osada Machowica.